# Матс Рітс
Матс Рітс (нід. Mats Rits, нар. 18 липня 1993, Антверпен) — бельгійський футболіст, півзахисник клубу «Андерлехт».
Виступав також за «Жерміналь-Беєрсхот», «Мехелен» та «Брюгге», а також юнацьку збірну Бельгії.
Володар Суперкубка Бельгії.

## Клубна кар'єра
Народився 18 липня 1993 року в місті Антверпен. Вихованець юнацьких команд футбольних клубів «Валем», «Льєрс», «Жерміналь-Беєрсхот» та «Аякс».
У дорослому футболі дебютував 2009 року виступами за команду клубу «Жерміналь-Беєрсхот», в якій провів два сезони, взявши участь у 13 матчах чемпіонату. 
Своєю грою за цю команду привернув увагу представників тренерського штабу клубу «Мехелен», до складу якого приєднався 2013 року. Відіграв за команду з Мехелена наступні п'ять сезонів своєї ігрової кар'єри. Більшість часу, проведеного у складі «Мехелена», був основним гравцем команди.
До складу клубу «Брюгге» приєднався 2018 року. Його першим офіційним матчем у новій команді стала гра за Суперкубок Бельгії 2018, в якій він вийшов в основному складі і за результатами якої став володарем трофею.
15 серпня 2023 року перейшов до складу головного суперника синьо-чорних — брюссельського «Андерлехта».

## Виступи за збірні
2009 року дебютував у складі юнацької збірної Бельгії (U-17), загалом на юнацькому рівні взяв участь в 11 іграх, відзначившись 3 забитими голами.

## Титули і досягнення
- Чемпіон Бельгії (3):

«Брюгге»: 2019-20, 2020-21, 2021-22
- Володар Суперкубка Бельгії (3):

«Брюгге»: 2018, 2021, 2022